# Història del sostenidor

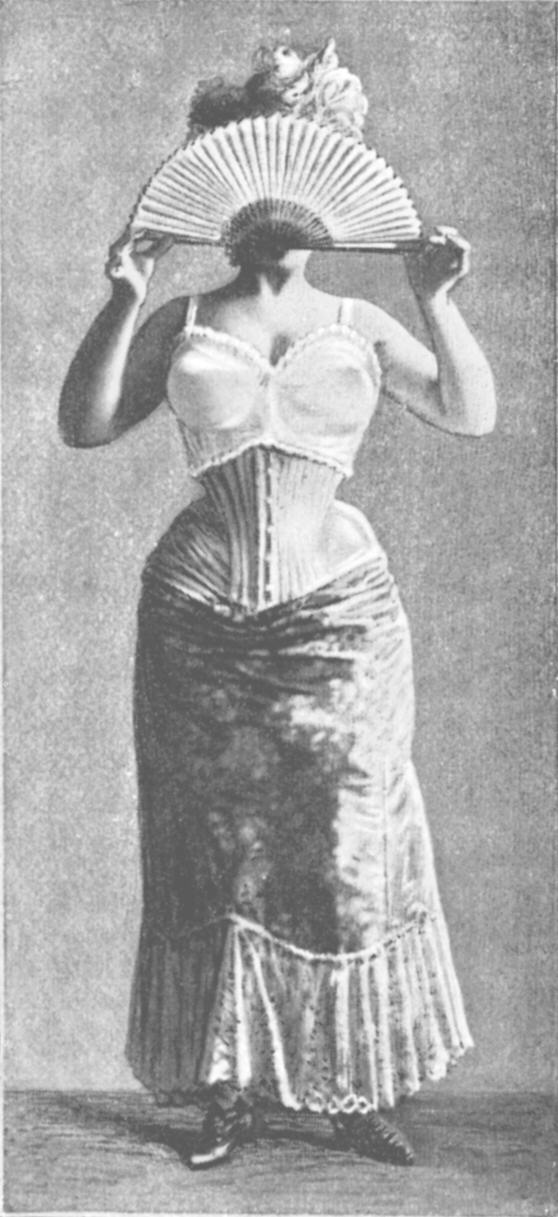
Suport del pit per part d'un cosset (en francès: brassiere), 1900

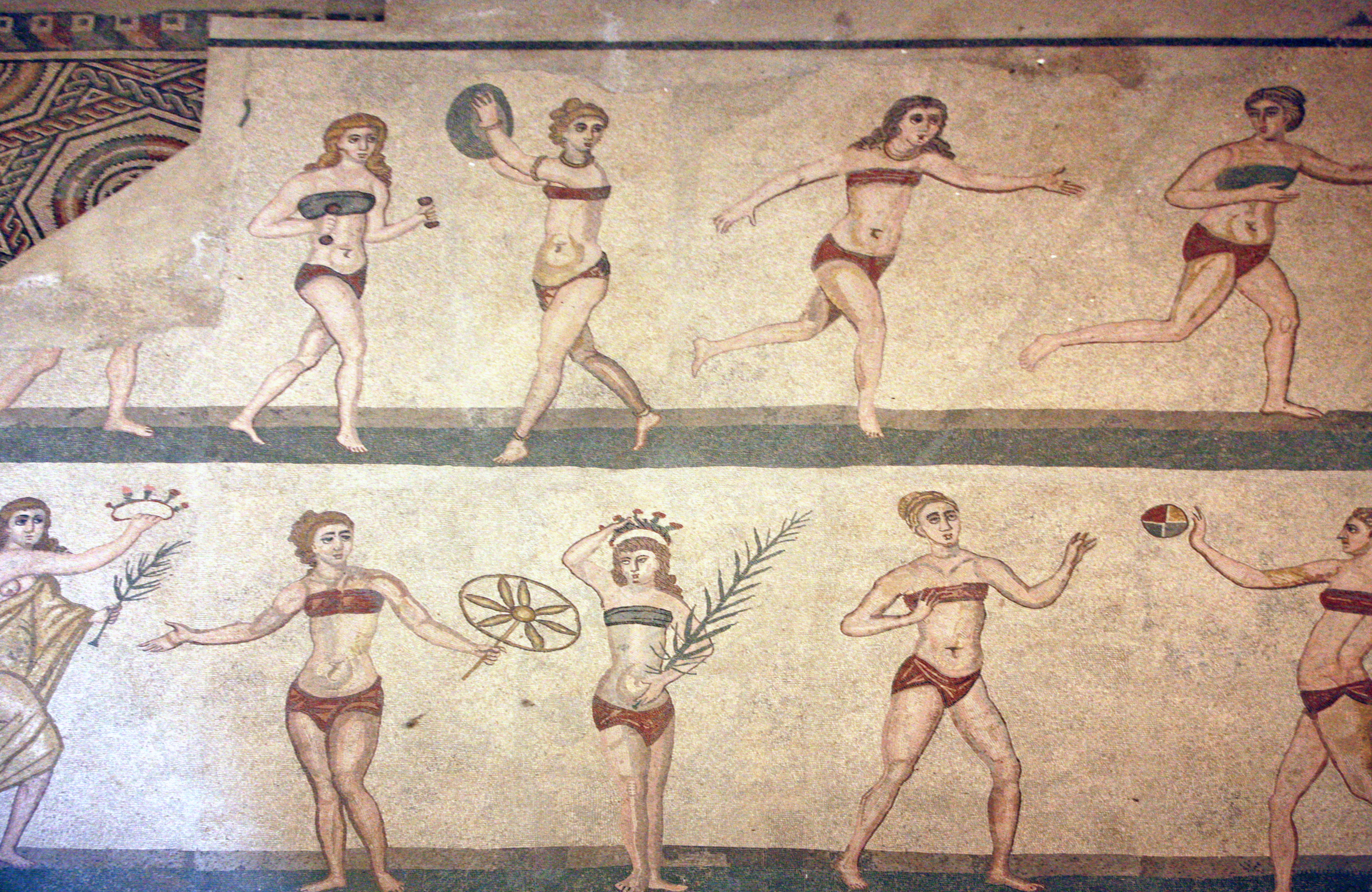
Dones romanes que porten bandes de pit durant l'esport. El mosaic de la «Coronació de la guanyadora» (també conegut com «mosaic del biquini»), Vila Romana del Casale, Piazza Armerina, Sicília,

La història dels sostenidors està íntimament lligada a la història social de l'estatus de la dona, inclosa l'evolució de la moda i els canvis en la visió del cos femení.
Les dones han fet servir una varietat de peces i dispositius per cobrir, restringir, revelar o modificar l'aparença dels seus pits. En algunes atletes de la civilització minoica, al segle xiv aC, es representen peces de sostenidor o de biquini. Des del segle xiv en endavant, la roba interior de les dones més riques del món occidental va estar dominada per la cotilla, que recolzava els pits en transferir el seu pes a la caixa toràcica. Les cotilles van variar de longitud, des de curtes que només suportaven el bust fins a més llargues que també es feien servir per a donar forma a la cintura. En l'última part del segle xix, les dones van experimentar-ne diverses alternatives, com dividir la cotilla en un dispositiu de subjecció semblant a una faixa per a la part inferior del tors i transferir la part superior als dispositius suspesos de les espatlles.
A finals del segle xix, els sostenidors van reemplaçar la cotilla com al suport mamari més utilitzat.
A principis del segle xx, les peces que s'assemblaven més als sostenidors contemporanis havien sorgit, tot i que la producció comercial a gran escala no se'n produí fins a la dècada de 1930. Des de llavors, els sostenidors han reemplaçat les cotilles (encara que algunes dones prefereixen les camisoles) i altres prefereixen no utilitzar res. L'escassetat de metalls en la Segona Guerra Mundial encoratjà l'ús de la cotilla. Quan acabà la guerra, la majoria de les dones conscients de la moda a Europa i Amèrica de Nord portaven sostenidors. A partir d'aquí, el sostenidor fou adoptat per dones d'Àsia, Àfrica i Amèrica Llatina.
Durant el segle xx, s'ha donat més èmfasi als aspectes de la moda dels sostenidors. La fabricació de sostenidors és una indústria multimilionària dominada per grans corporacions multinacionals.

## Antecedents

### Egipte
A l'antic Egipte, les dones generalment duien el pit nu. Els articles més comuns d'abillament femení eren la faldilla i el vestit de beina, també descrit com una túnica o «kalasiris», una peça de tela rectangular que es doblega i es cus per la vora per fer un tub. El «kalasiris» pot cobrir una o les dues espatlles o ser usat amb corretges d'espatlla. Mentre que la part superior podia arribar a qualsevol lloc des de sota el pit fins al coll, la vora inferior generalment tocava els turmells. Una variant n'era una corretja encreuada única, parcialment sobre el si esquerre. El «kalasiris» més curt era usat principalment per dones comunes o esclaves, per estar més còmodes per a treballar.

### Índia
Tot i que la majoria de les figures femenines en escultures antigues de l'Índia no tenen brusa, hi ha diversos casos de dones índies antigues que fan servir sostenidors. La primera referència històrica als sostenidors a l'Índia es troba en el govern del rei Jarsha Vardhana (segle I dC). Durant l'Imperi de Vijayanagara, les bruses cosides estaven molt de moda i a les ciutats abundaven els sastres especialitzats en l'ajust d'aquestes peces. El cosset atapeït de mitja màniga o «kanchuka» ocupa un lloc destacat en la literatura de l'època, especialment en el Basavapurana (1237 dC), que diu que les nenes també usaven «kanchukes».

### Grècia

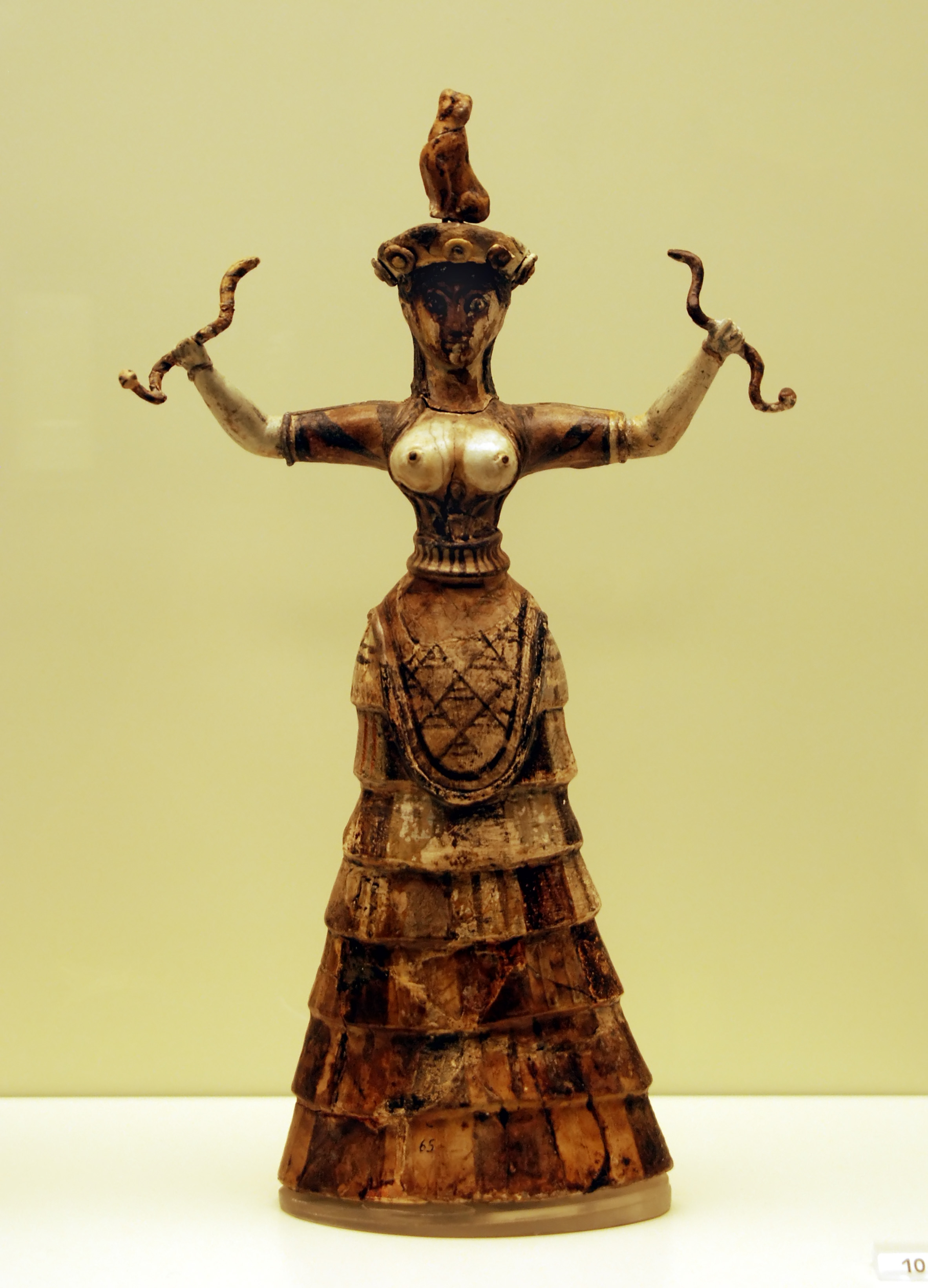
Figura de ceràmica de la dea serp de l'antiga Creta, amb els pits recolzats per una peça de roba similar a una cotilla

L'ús d'una peça dissenyada per a contenir els pits d'una dona pot remuntar-se a l'antiga Grècia. Algunes pintures murals de Creta, el centre de la civilització minoica, mostren una dona realitzant atletisme en el que s'ha descrit com un «biquini», les dones minoiques a l'illa de Creta fa 3.000 anys aparentment vestien peces que parcialment donaven suport i també revelaven els pits; l'exemple més conegut d'aquest estil és la Dea Serp. Les seves robes semblaven una mena moderna de cotilles ajustades amb cordons. El dispositiu de suport s'usava fora d'altra roba i sostenia i exposava els pits, empenyent-los cap amunt i fent-los més visibles. La subsegüent civilització micènica emfasitzà el si, que tenia un significat cultural i religiós especial, i associava la figura madura amb la fertilitat i la procreació.

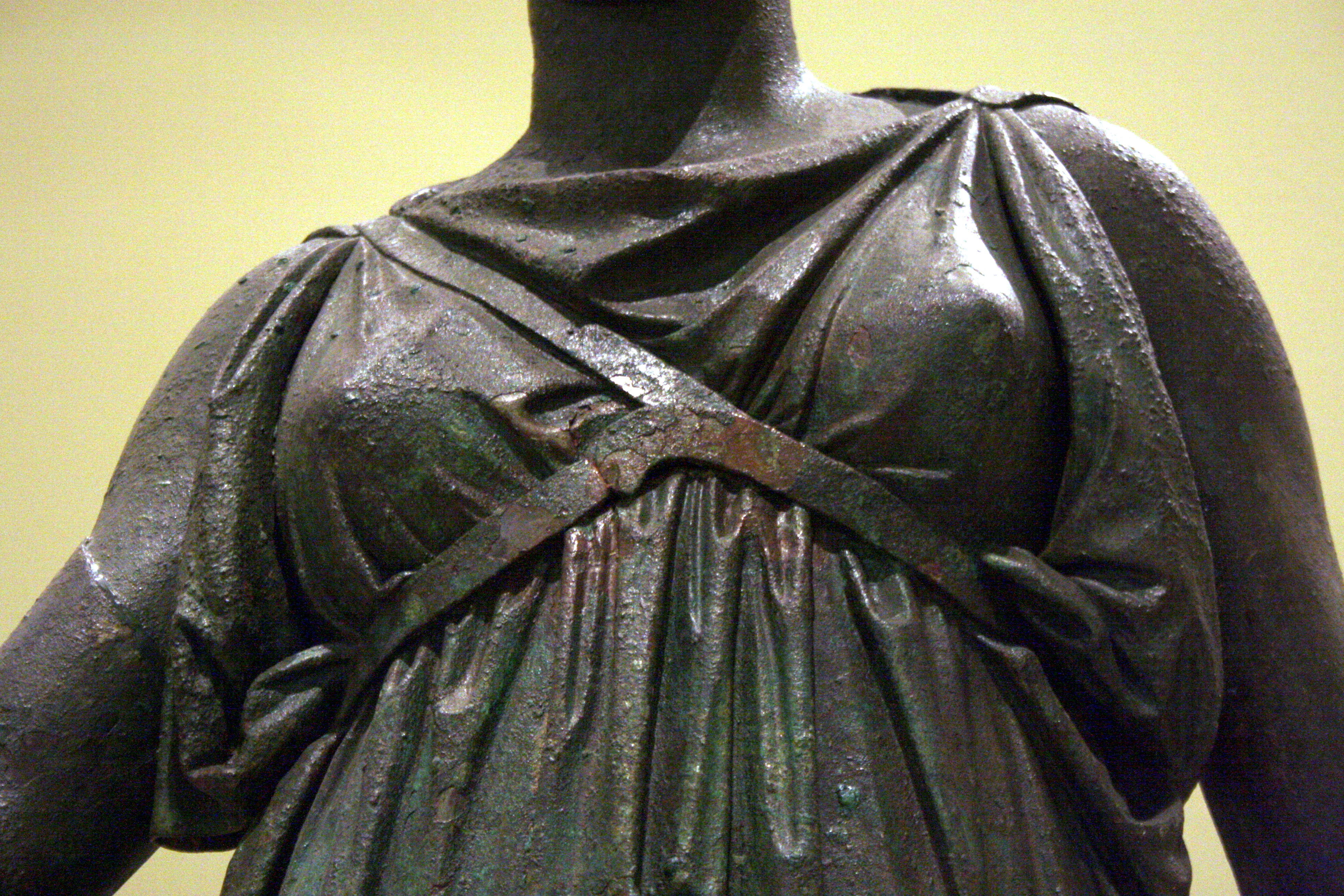
Bandes pectorals en forma de «Y» en una estàtua de bronze d'Àrtemis, dea de la caça (mitjan). Aquestes bandes formen un arnès de tir amb arc, a què s'uneix un buirac de fletxes

Les dones en la Grècia clàssica es representen sovint embolicades en peces diàfanes, o una mica exposades. Les dones portaven un «apodesmos» (en grec: ἀπόδεσμος, després «stethodesmē» (gr: στηθοδέσμη), «mastodesmos» (gr: μαστόδεσμος) i «mastodeton» (gr: μαστόδετον), que significava 'banda de mama', una banda de llana o lli que embolicava els pits i es lligava o fixava a la part posterior.
Un cinturó també podia subjectar sobre una peça o peça interior d'estil túnica, just a sota dels pits o sobre els pits. Quan l'«apodesmos» es portava sota dels pits, els accentuava. Una altra paraula per a una banda de pit o cinturó era «strophion» (gr: στρόφιον). Un altre terme n'era «kestós» (κεστός, en llatí: cestus), usat específicament per a la faixa encantada d'Afrodita en la Ilíada; el seu poder era fer que la dona que la feia servir fora irresistible per als homes. En vista de la seva associació amb la dea de l'amor, aquest tipus de peça probablement tenia una connotació eròtica pel seu efecte per accentuar el pit.
El vestit bàsic clàssic grec era el peple, més tard el quitó (dues peces de tela rectangulars parcialment cosides juntes en ambdós costats: n'hi ha uns 30 a 40 cm de costat), que evolucionà fins a convertir-se en camisa, l'article més comú de roba interior que usaren homes i dones durant centenars d'anys (també conegut com a bata o torn). A Esparta, les dones usualment portaven el quitó completament obert a la banda esquerra.

### Roma

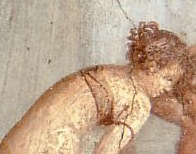
Banda per al pit en una dona nua (detall d'una pintura mural a Pompeia, 62-79 dC)

Les dones en l'antiga Roma van adoptar una forma de l'«apodesme» grec, conegut com a «strophium» o «mamillare». Atès que els romans consideraven els pits grans com còmics, o característics de l'envelliment o de dones poc atractives, les nenes petites portaven bandes de pits («fascia») fermament assegurades en la creença que en fer-ho evitarien pits massa grossos i caiguts.

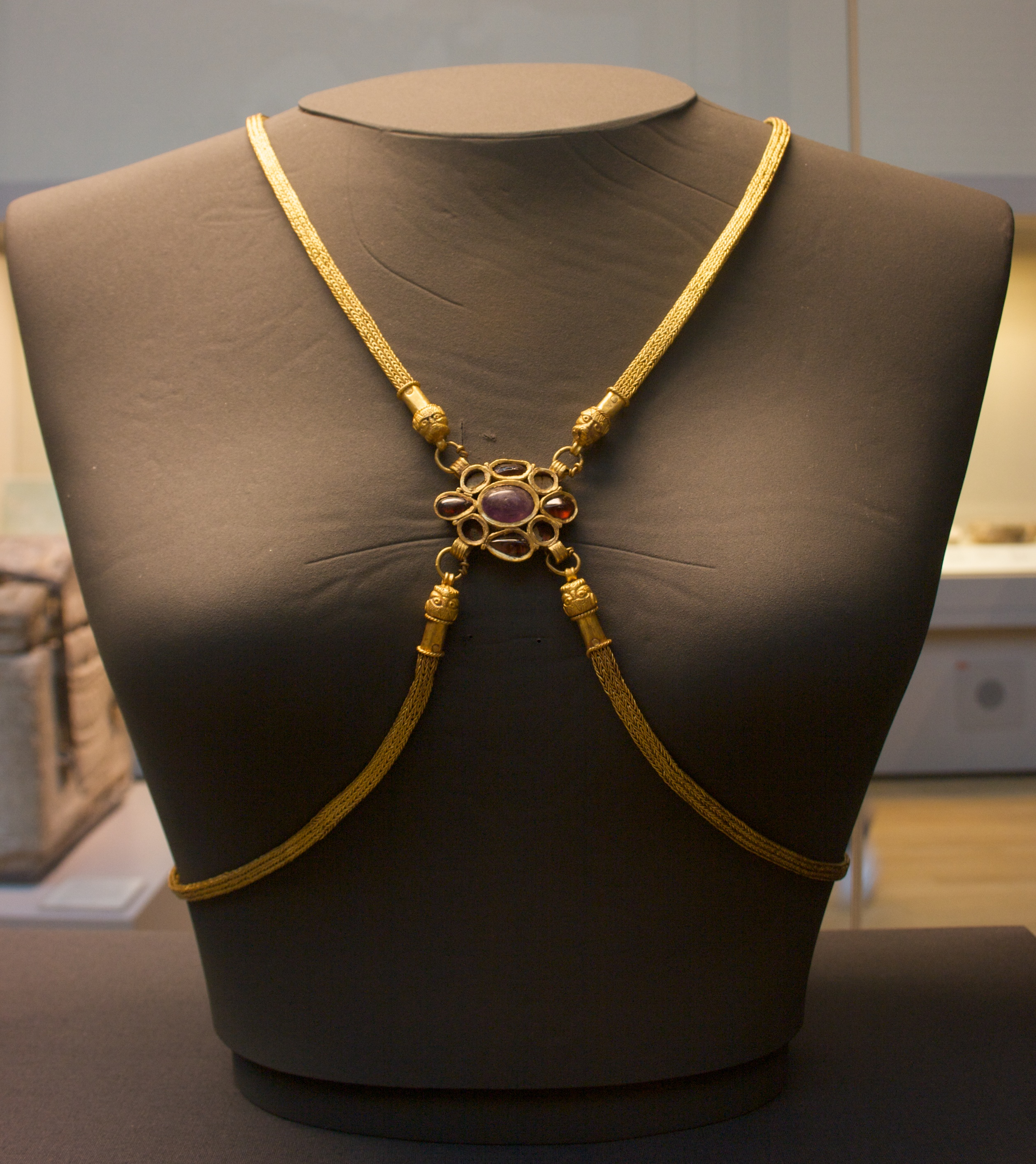
La cadena d'or del cos d'Hoxne s'assembla a una versió enjoiada de la banda del pit encreuada

El mosaic de les «noies del biquini» de la Vila Romana de Casale (segle IV dC) mostra dones que realitzen rutines de gimnàstica o ball mentre usaven una peça semblant a un suport sense tirants ni calces. Altres iteracions primitives d'un sostenidor es representen anteriorment en pintures murals conservades a Pompeia per la erupció del Vesuvi al 79 dC.
De vegades, en les pintures romanes més explícites des del punt de vista sexual, els pits es mantenen coberts pel «strophium»: i el context de les pintures indica que les dones representades poden ser prostitutes.

### Est d'Àsia
A la Xina, un cosset de seda solt lligat a la cintura i lligat o enrotllat al voltant de coll anomenat dudou ('coberta del ventre') es posà de moda entre les dones riques durant la dinastia Ming entre els segles XIV i XVII. Va seguir sent popular a la següent dinastia Qing (segles XVII-XX). L'adoptà la cultura vietnamita com el YEM i roman en ús en ambdues cultures.

## Edat mitjana
A Europa, a l'edat mitjana era excepcional que les dones restringissin o sostinguessin els pits i, si ho feien, probablement usaven una mena de carpeta de tela, com se suggereix en les descripcions de l'època. Una declaració àmpliament citada és que un edicte d'Estrasburg al Sacre Imperi romà, datat del 1370, diu: «Cap dona sostindrà el bust per la disposició d'una brusa o per un vestit ajustat». Una troballa arqueològica de 1390-1485 revela que les dones sí que se sostenien els pits a l'edat mitjana. Es van trobar quatre sostenidors decorats amb puntes entre 3.000 fragments tèxtils durant un projecte de renovació en un castell austríac. En l'època de Carles VII de França (1403-1461), s'usava una cortina de gasa sobre el bust.
En general, en l'edat mitjana, els pits es reduïen al mínim en vestits amb cossets rectes, faldilles completes i escots alts, dissenyats principalment per a la funció en lloc de l'èmfasi en la forma. Els vestits medievals tardans s'ajusten de manera precisa i ajustada al cos i funcionen com a suport dels pits. Les representacions de dones en obres d'art dels segles XIV i XV mostren una silueta alta i arrodonida dels pits en dones grans i joves, amb pits grans i petits. La forma ideal del segle xv era de pit petit i anca gran, simbolitzant l'abundància de la fertilitat.
En l'època del Renaixement, l'escot es va posar molt de moda. Hi va haver un cert estatus per reafirmar els pits a les dones de classe alta que no alletaven. Els nadons es lliuraven a les dides perquè els alletessin, ja que la lactància es considerava dolenta si una dona volia mantenir una forma ideal. Entre les classes més riques, la cotilla comença a aparèixer a mitjan segle xv.
Caterina de Mèdici (1519-1589, esposa d'Enric II de França) és àmpliament culpada, incorrectament, per la cotilla. Es diu que ella va prohibir les cintures amples a la cort en la dècada de 1550, llegenda que suggereix que va fer servir cotilles d'armadura d'acer.
Les elaborades restriccions imposades a les figures de les dones al llarg dels anys no eren universals. La cotilla feia pràcticament impossible treballar, de manera que les dones que treballaven dins o fora de casa feien servir peces funcionals més simples. El suport als pits sovint es proporcionava mitjançant un simple lligam sota la línia del si, en el cosset.

## Renaixement

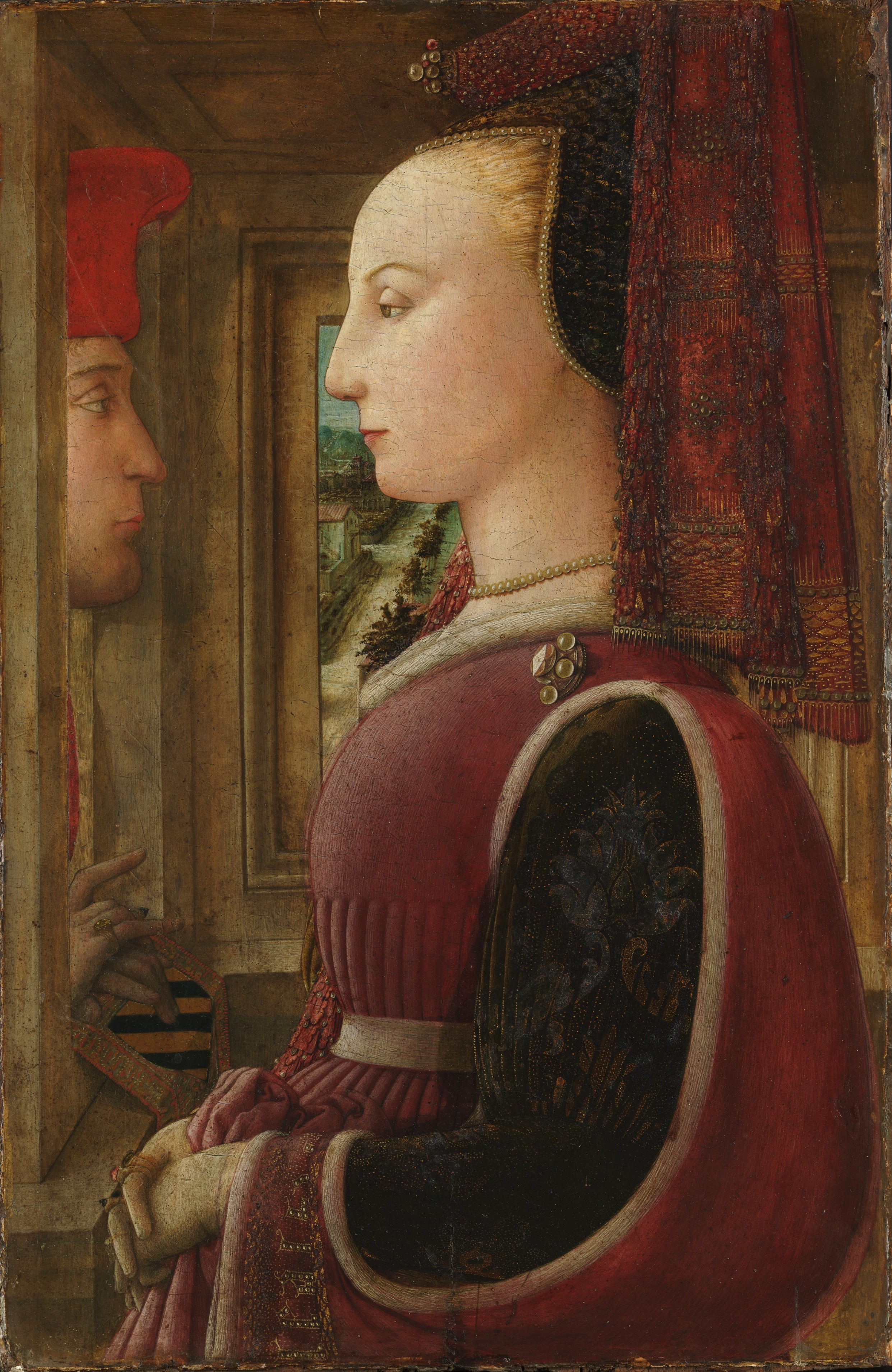
Pintura que il·lustra els ideals renaixentistes

Les primeres cotilles del segle xvi consistien en lli endurit amb pasta, però més tard va incloure suports de ferro al lateral i a la part posterior. L'èmfasi ara estava en la forma, amb la compressió dels pits forçant-los cap amunt fins al punt de gairebé desbordar-se, de manera que una part considerable del pit estava exposada. La forma ideal era un tors pla, que inevitablement empenyia els pits cap amunt i cap a fora. La classe treballadora, per contra, usava un simple encaix frontal.
Durant la Revolució francesa i les guerres napoleòniques, qualsevol peça associada amb l'aristocràcia era mal vista, incloses les que tenien escot visible. Els pits sovint se subjectaven amb una corbata sota el bust, i les peces existents de suport per al pit anaven des d'estaques toves fins a articles amb embolcall frontal semblants als sostenidors esportius. El 1814, la cotilla va tornar.
La silueta victoriana contrasta amb la nova silueta eduardiana.
Una faixa elàstica terapèutica per a la hipertròfia mamària: catàleg de Leon Jules Rainal Freres, 1907. Nou sostenidor al 1906.
Una de les primeres representacions d'una cosa que s'assembla molt a un suport modern és una il·lustració de 1881 que pretén mostrar una peça de principis de segle xix.

### Imperi francès
La moda de l'imperi s'origina durant el període Directori, popularitzat per dones com Josefina de Beauharnais. Inspirada per la mania dels grecoromans, amb les seves connotacions d'excel·lència artística i llibertat política, les dones de moda van descartar cotilles i adoptaren túniques transparents sense mànigues. Abraçant la silueta clàssica, a Gran Bretanya aquest període fou conegut com a regència. Durant aquesta era, dones conscients de la moda estudiaven revistes de moda com Le Journal des Dames et a la Mode, la versió de Vogue de l'era, per veure què portava posada Josefina i intentar copiar-ne l'estil. El suport pectoral més popular en aquest període era un tipus de cotilla amb una estructura lleugera.

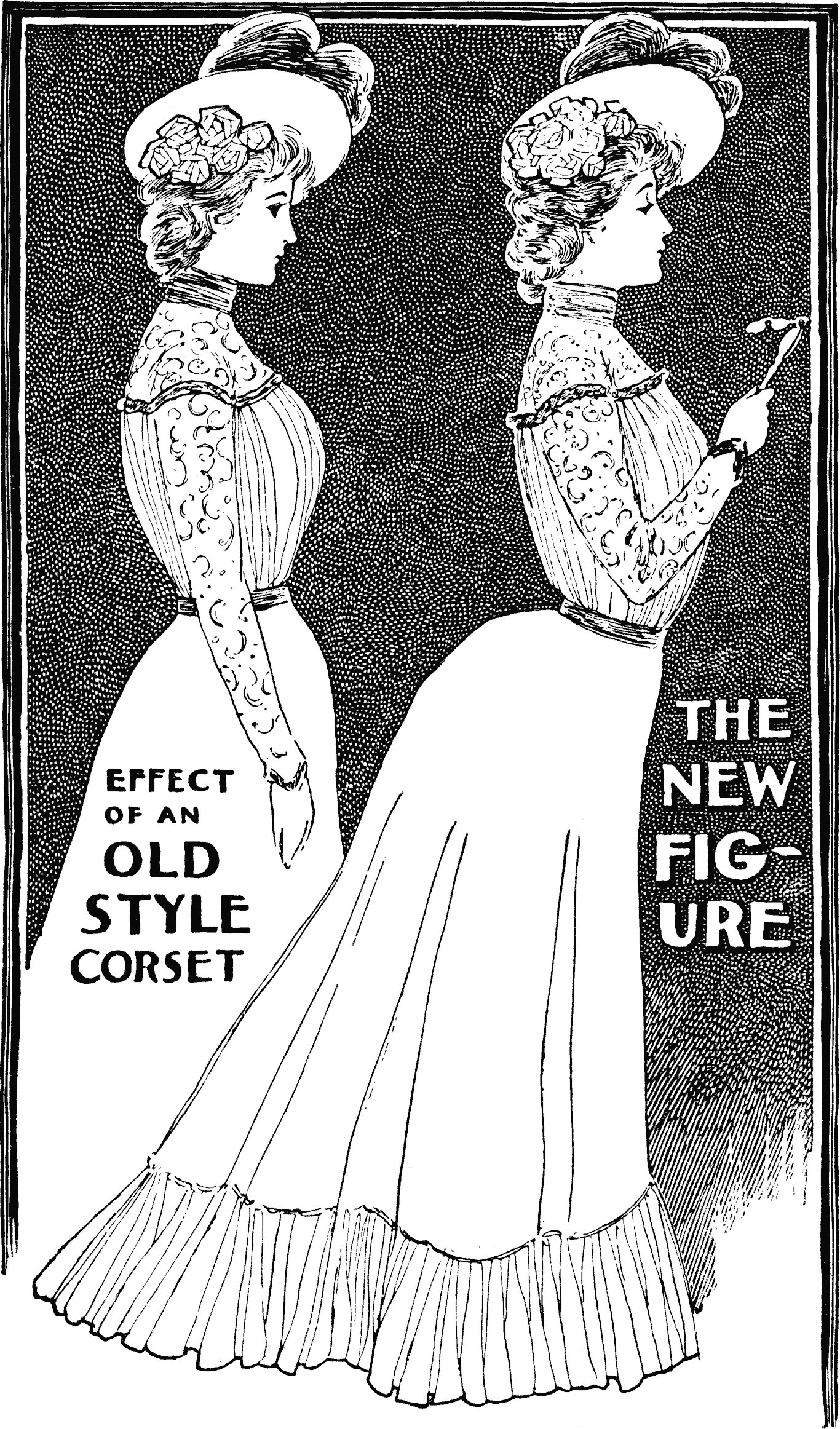
La silueta victoriana contrasta amb la nova silueta eduardiana S-bend

### Era victoriana a Gran Bretanya
A l'era victoriana, tot i les idees contemporànies sobre la moralitat, la roba de les dones es dissenyà paradoxalment per emfasitzar tant els pits com els malucs en estrènyer la cintura. Les dones victorianes estaven aclaparades amb moltes capes de roba, inclosa una camisa amb un escot de cordó, generalment roba interior, després la cotilla i la funda de la cotilla, la faldilla, la faldilla de cèrcol, la faldilla sobre la faldilla i, finalment, el vestit. D'acord amb les expectatives socials dels temps, fins i tot el vestit de nit de tall més baix no ha de baixar més de tres dits per sota de les clavícules.

### Era eduardiana a Gran Bretanya
A l'era eduardiana, amb un augment en les activitats físiques de les dones, la cotilla va començar a retirar-se cap al sud novament, tornant-se més com una faixa i acompanyada per l'aparença d'una peça superior separada, la part superior del bust. Per a aquelles que, en canvi, portaven un vestit d'una sola peça (unions), es va separar en la camisola i la roba interior. Aquests no van ser dissenyats per a suport, sinó simplement cobertura.
El vestit de les dones va emfatitzar la forma d'una S, amb un estómac estirat que li dona prominència a la part posterior i el bust. A la fi de segle xix i principis al XX, encara es podia mostrar el si. La marca alta de la modèstia baixaria després de la posta de sol uns sis centímetres! Els cotilles van seguir sent la principal forma de suport, però la guerra i el seu impacte en l'estil de vida i els materials van fer que el seu futur fora incert.

## El moviment de reforma de la roba

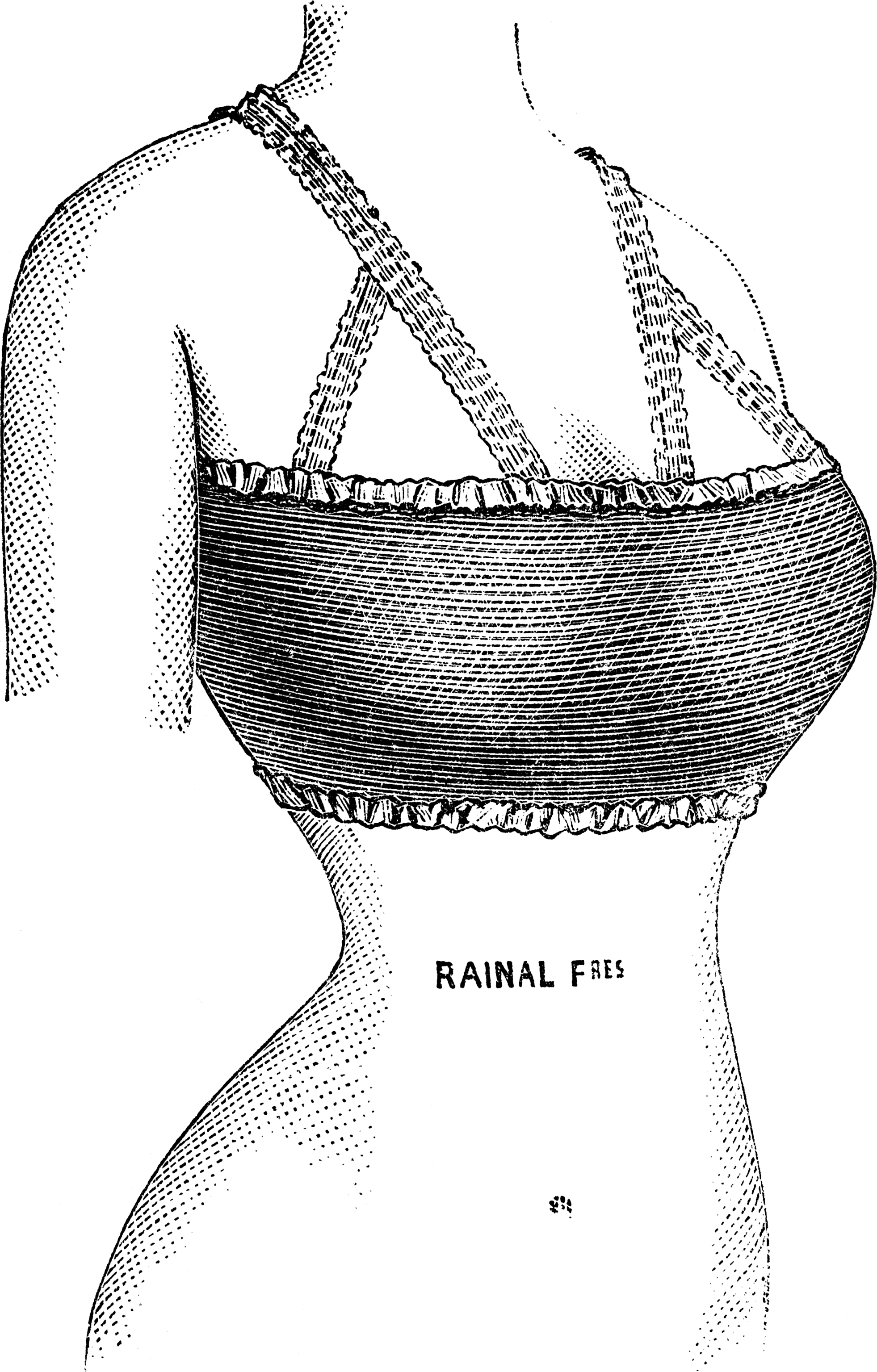
Una faja elástica terapéutica para la 'hipertrofia mamaria', Catálogo de Leon Jules Rainal Freres 1907

L'evolució del sostenidor des del cotilla va ser impulsada per dos moviments paral·lels: les preocupacions dels professionals de la salut pels efectes cruels i limitadors de la cotilla i el moviment de reforma de la vestimenta de les feministes que van veure que una major participació de les dones en la societat requeriria l'emancipació de la cotilleria. Entre aquests es van destacar la Rational Dress Society, la National Dress Reform Association, i la Reform Dress Association.
Encara que hi va haver una sèrie de veus que van advertir sobre els considerables riscos per a la salut de les cotilles, els professionals de la salut van ser en general censurats, i les dones van ignorar els consells passats de moda. Els professionals de la salut es van concentrar més en les queixes psicosomàtiques, que de fet probablement estaven relacionades amb la cotilleria. La mala salut es considerava sinònim de feminitat, i un comportament pàl·lid i malaltís era normatiu (les heroïnes fictícies sovint morien de tuberculosi o consum. Això les va posar pàl·lides i les va mantenir immòbils). Se suposava que les cotilles proporcionaven suport físic i moral.
Alguns metges van ignorar els col·legues que consideraven que les cotilles eren una necessitat mèdica a causa de la biologia de les dones i les necessitats de l'ordre civilitzat. Els metges que van donar l'alarma van assenyalar nàusees, trastorns intestinals, trastorns de l'alimentació, falta d'aire, enrogiment, desmais i problemes ginecològics. El repòs al llit era una recepta comuna per al sexe dèbil, el que, per descomptat, implicava un alleugeriment de la cotilleria.

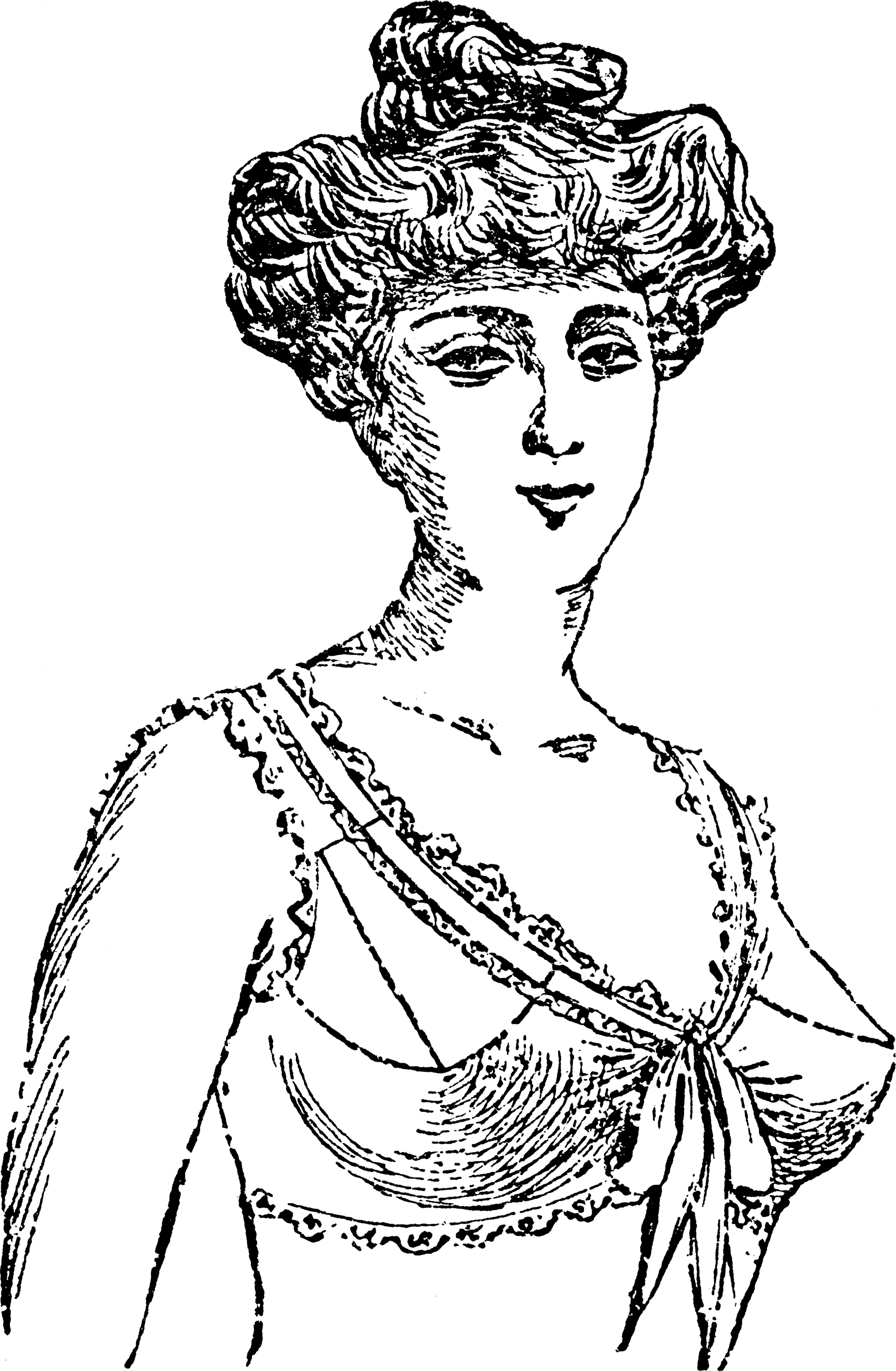
Nuevo sujetador 1906

L'interès de les dones per l'esport, particularment el ciclisme, va obligar a un replantejament, i els grups de dones van demanar peces d'emancipació. Elizabeth Stuart Phelps va instar les dones a cremar els cotilles el 1874. Indirectament i directament, l'esport va portar a les dones en altres climes socials.
No és de sorprendre que els corseters es defensessin, adornant els seus productes perquè fossin frenètics i femenins en la dècada de 1870. La publicitat va adquirir un matís d'imatges eròtiques, fins i tot si en la pràctica actuaven com un impediment per a la sexualitat, especialment quan van començar a aparèixer en revistes per a homes, destacant l'escot i els braços nus (després tabú). Les nines van assumir la imatge en forma de cotilla, implantant una imatge de la forma femenina ideal. Els cotilles certament van reforçar la imatge d'un sexe més feble, incapaç de defensar-se, i també ho van fer un desafiament per a desvestir-se.
A la pràctica, els primers sostenidors van fer poc enrenou en el mercat. Eren cars, i només els reformadors adinerats i educats els portaven en alguna mesura.
Les dones nord-americanes que van fer importants contribucions van ser Amelia Bloomer (1818-1894) (quan trobis un pes en la creença o la vestimenta, rebutja-la) i la Dra. Mary Edwards Walker (1832-1919).

### L'aparició del sostenidor alseglexix

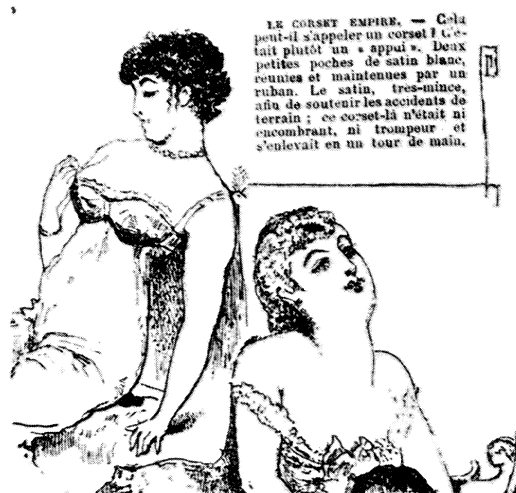
Una de las primeras representaciones de algo que se parece mucho a un sostén moderno, una ilustración de 1881 que pretende mostrar una prenda de principios del siglo XIX.

Hi considerables diferències d'opinió respecte a qui va inventar el cosset o sostenidor modern. Les dates de les patents indiquen alguns dels desenvolupaments històrics; al segle xix es van concedir un gran nombre de patents per a dispositius tipus sostenidor. No obstant això, el que es considera com el sostenidor push-up més antic de el món es va descobrir en un magatzem al Museu de la Ciència a Londres. Dissenyat per millorar l'escot, es diu que el sostenidor és de principis de segle xix.
El 1859, Henry S. Lesher, de Brooklyn, Nova York, va patentar un dispositiu similar a un suport que donava una rotunditat simètrica als pits del portador. En 1863, un substitut de cotilla va ser patentat per Luman L. Chapman de Camden, Nova Jersey. Els historiadors es refereixen a això com un proto-sostenidor.
En 1876, a la modista Olivia Flynt se li van atorgar quatre patents que cobrien el Corset veritable o Cintura Flynt. Estava dirigit a la dona de pits més grans. Els reformadors van estimular la demanda i probablement van comprar aquestes peces primerenques per raons higièniques a causa de la seva preocupació per la cotilla. Inicialment, les peces de Flynt només estaven disponibles per correu, però finalment van aparèixer en botigues de departament i de roba i catàlegs. Els seus dissenys van guanyar una medalla de bronze en la Massachusetts Charitable Mechanics Association el 1878, a la Cotton Centennial Exposition a Atlanta en 1884-5, i en la Columbian Exposition a Chicago el 1893.
Segons la revista Life, el 1889, Herminie Cadolle de França va inventar el primer sostenidor modern. Va aparèixer en un catàleg de corset com una peça interior de dues peces, que originalment va cridar la gola de Corselet, i més tard li bé-être (o el benestar). La seva peça va tallar efectivament la cotilla tradicional en dos: la part inferior era una cotilla per la cintura i la part superior sostenia els pits amb corretges a les espatlles. La seva descripció diu dissenyat per sostenir el pit i recolzat per les espatlles. Ella va patentar el seu invent i el va mostrar a la Gran Exposició de 1889. La companyia, encara de propietat familiar, afirma avui que Herminie alliberar a les dones inventant el primer brasier. El 1905, la meitat superior es va vendre per separat com un sostenidor, el nom amb el qual encara es coneixen els sostenidors a França. També va introduir l'ús de fil de goma o elàstic.
El 1893, Casa Tucek va rebre una patent dels EUA per a un dispositiu que consistia en butxaques separats per cada si sobre una placa de suport de metall i corretges per les espatlles lligades amb ganxo i ull. Aquest invent s'assemblava més al sostenidor modern conegut avui en dia, i va ser un precursor del sostenidor amb cèrcol.
Les peces cosides a casa van competir amb les peces confeccionades en fàbrica. El sostenidor era, a el principi, una alternativa a la cotilla, com una peça de vestir o roba interior, o usat per dones amb problemes mèdics derivats de les cotilles. Després que la cotilla de front recte es posés de moda a principis de segle xx, un sostenidor o sostenidor del bust es va convertir en una necessitat per a les dones actives perquè la cotilla de front no oferia tant suport i contenció com els estils victorians. Els primers sostenidors eren cossets embolicats o camisoles ajustades (ambdues usades sobre la cotilla). Van ser dissenyats per sostenir el bust cap a dins i cap avall contra la cotilla, que brindava suport cap amunt.
La publicitat dels temps, típicament en publicacions periòdiques, emfatitzava els avantatges dels sostenidors pel que fa a salut i comoditat sobre les cotilles i les peces retratades amb suports per espatlles en un estil mico-si i amb adaptabilitat limitada. El seu major atractiu va ser per als que la funció pulmonar i la mobilitat eren prioritats, en lloc d'aparença externa.

## El sostenidor de l'era moderna

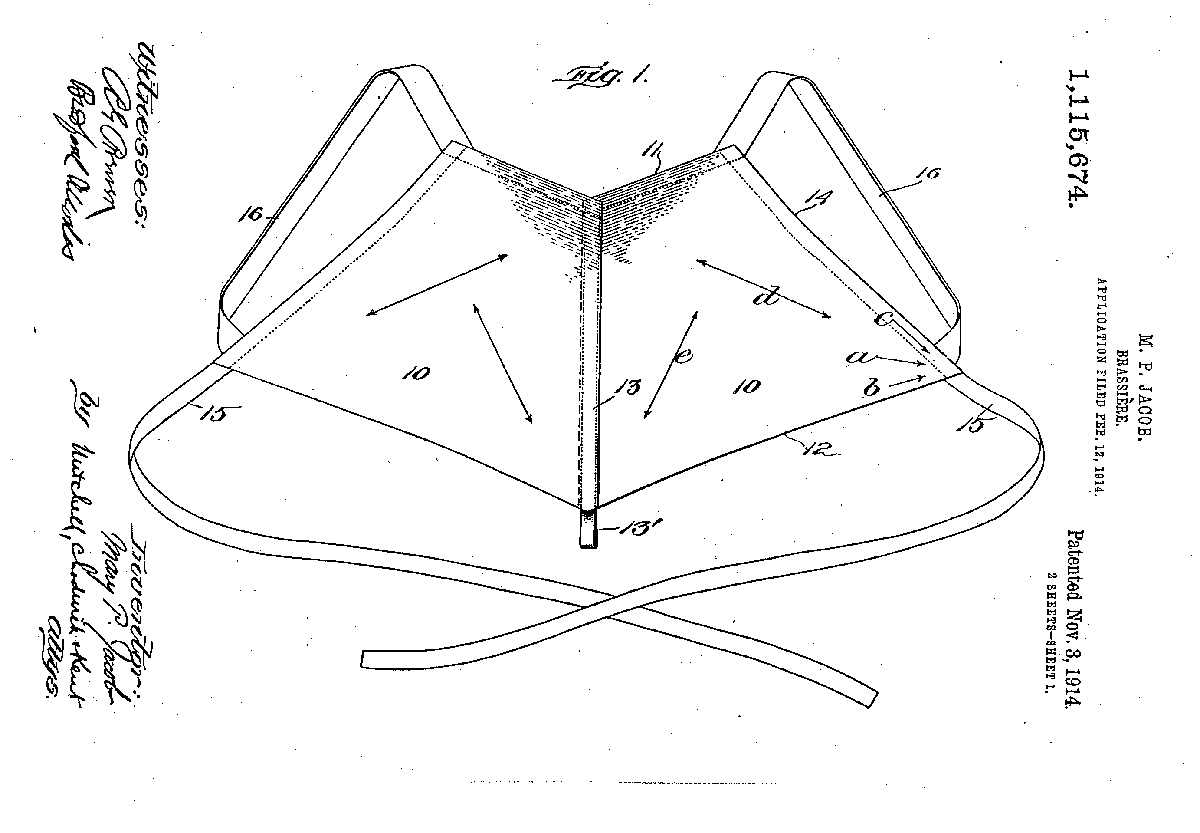
El sostenidor de Jacob, de la sol·licitud de patent original.

El primer sostenidor modern va ser patentat per l'alemanya Christine Hardt en 1889. Sigmund Lindauer de Stuttgart-Bad Cannstatt, Alemanya, va desenvolupar un sostenidor per a producció en massa en 1912 i ho va patentar en 1913. Va ser produït en massa per Mechanischen Trikotweberei Ludwig Maier und Cie a Böblingen, Alemanya. Amb escassetat de metalls, la Primera Guerra Mundial va fomentar el final de la cotilla. Quan va acabar la guerra, la majoria de les dones conscients de la moda a Europa i Amèrica de Nord portaven sostenidors. A partir d'aquí, el sostenidor va ser adoptat per dones a Àsia, Àfrica i Amèrica Llatina.
El 1910, Mary Phelps Jacob (coneguda més tard com Caresse Crosby), una membre de l'alta societat novaiorquesa de 19 anys, va comprar un vestit de nit per a un ball de debutants. En aquest moment, l'única peça interior acceptable era un cotilla endurit amb os de balena. Mary tenia els pits grans i va descobrir que l'os sortia visiblement del seu escot i per sota de la pròpia tela. Insatisfeta amb aquest acord, va treballar amb la seva donzella per crear dos mocadors de seda juntament amb una cinta rosa i un cordó. La seva innovació va atreure atenció immediata aquesta nit i, a comanda de familiars i amics, va fer més del seu nou dispositiu. Quan va rebre una sol·licitud d'un estrany, qui li va oferir un dòlar pels seus esforços, es va adonar que el dispositiu podria convertir-se en un negoci viable.

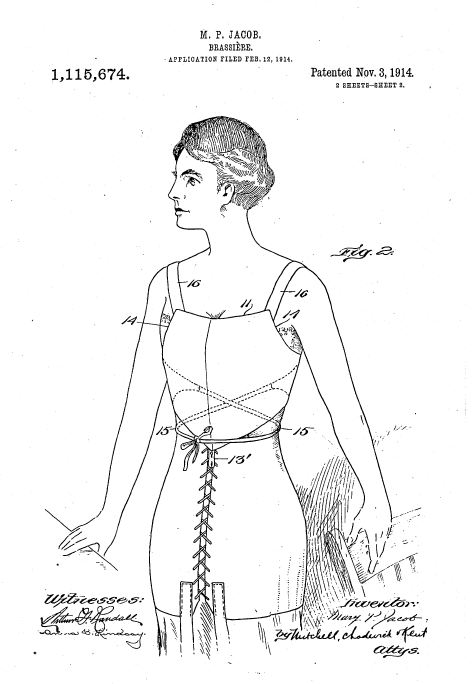
El sostenidor de Jacob, de la sol·licitud de patent original.

El 3 de novembre de 1914, la Oficina de Patents d'EE. UU. va emetre la primera patent nord-americana. per al sostenidor sense esquena. La patent de Crosby era per a un dispositiu que era lleuger, suau, còmode d'usar i que separava naturalment els pits, a diferència de la cotilla, que era pesat, rígid, incòmode i tenia l'efecte de crear un monobosoma.
Crosby va aconseguir assegurar algunes comandes de grans magatzems, però el seu negoci mai va enlairar. El seu espòs Harry Crosby la va desanimar de seguir amb el negoci i la va convèncer perquè ho tanqués. Més tard va vendre la patent de el sostenidor a la Warners Brothers Corset Company a Bridgeport, Connecticut, per 1.500 dòlars (aproximadament l'equivalent a 22.452 dòlars actuals). Warner va fabricar el sostenidor Crosby per un temps, però no es va convertir en un estil popular i finalment es va suspendre. Warner va guanyar més de $ 15 milions de la patent de el sostenidor en els propers 30 anys.
Els sostenidors es van fer més comuns i es van promoure àmpliament al llarg de la dècada de 1910, gràcies a la tendència contínua cap cotilles més lleugers i curts que oferien cada vegada menys suport i contenció en el bust. En 1917, a l'inici de la participació dels Estats Units en la Primera Guerra Mundial, la Junta d'Indústries de la Guerra dels Estats Units va demanar a les dones que deixessin de comprar cotilles per augmentar el metall per a la producció de guerra. Es va dir que això va estalviar unes 28,000 tones de metall, suficient per construir dos cuirassats.

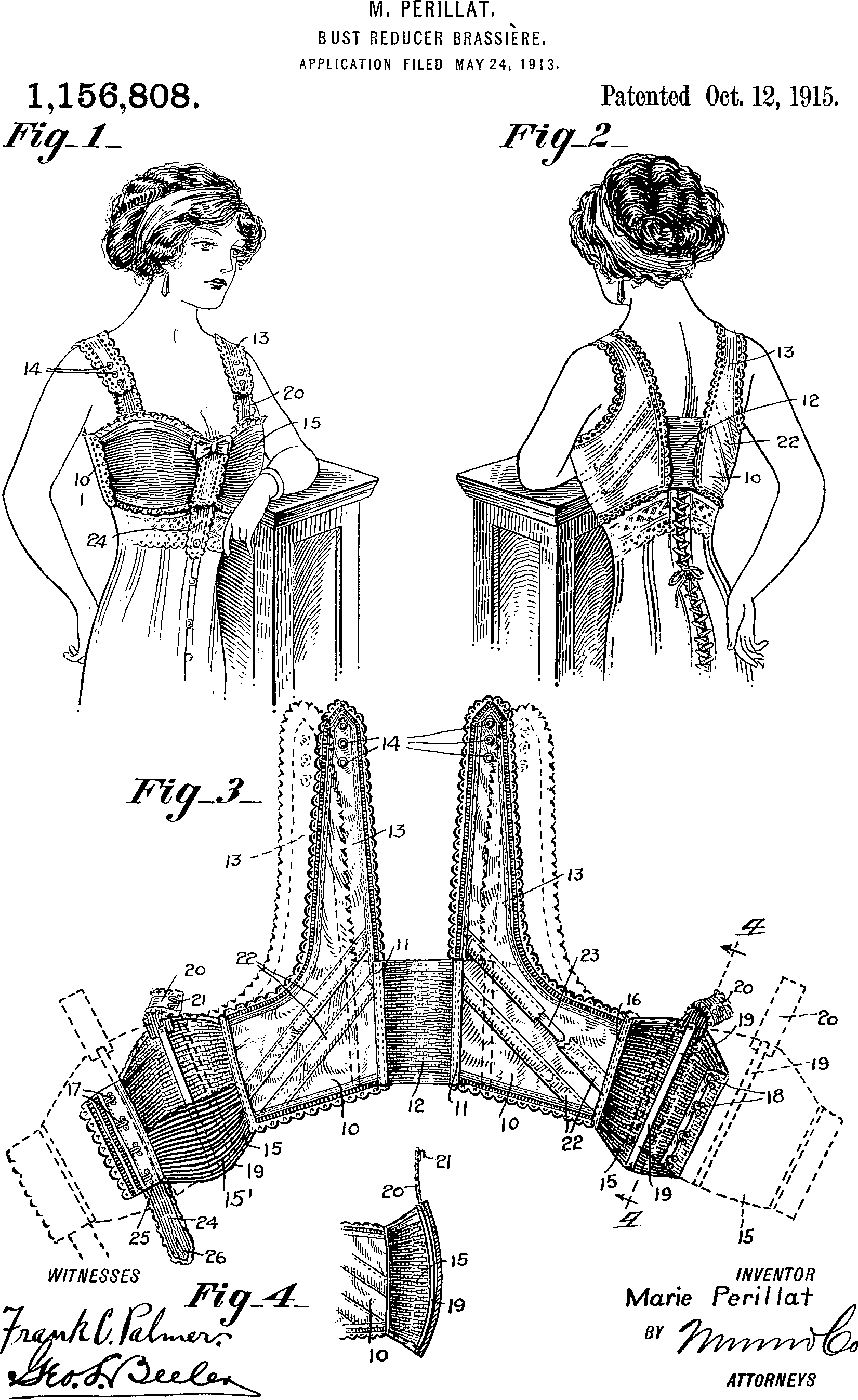
1913, sostenidor reductor de bust. Patent nord-americana 1.156.808.

S'ha dit que el sostenidor va enlairar com ho va fer en gran part a causa de la Primera Guerra Mundial, que va sacsejar els rols de gènere a posar a moltes dones a treballar en fàbriques i uniformes per primera vegada. La guerra també va influir en les actituds socials cap a les dones i va ajudar a alliberar-les de les cotilles. Però les dones ja s'estaven movent cap als sectors minoristes i d'oficina. Així, el sostenidor emergir d'alguna cosa que una vegada va ser amagat discretament a les pàgines posteriors de les revistes femenines en la dècada de 1890, per exhibir-se a importants magatzems com Sears, Roebuck i Montgomery Ward en 1918. La publicitat ara promovia la configuració del bust a les demandes de la moda contemporània, i les vendes ho reflectien.

### Els anys 20
Quan la cotilla es va fer més curt durant la dècada de 1910, va proporcionar menys suport al bust. Per 1920, la cotilla va començar a la cintura i la contenció del bust va cedir per complet a el sostenidor. Una línia de bust baixa i inclinada es va posar de moda. Els sostenidors de finals de la dècada de 1910 i principis de la dècada de 1920 tenien un estil de bandeaus (bandeaux) simplement amb formes lleus, que subjectaven el bust cap a dins i cap avall per mitjà d'un clip enganxat a la cotilla. Això va culminar a la silueta juvenil de l'era Flapper de la dècada de 1920, amb una petita definició de bust. El terme (que a mitjans de la dècada de 1910 es referia a les noies preadolescents i adolescents) va ser adoptat per l'agència de publicitat J. Walter Thompson en la dècada de 1920 per als seus clients adults més joves. La figura andrògina en estil va minimitzar les corbes naturals de les dones a través de l'ús d'un sostenidor de bandeau, que s'aplanava els pits. Era relativament fàcil per a les dones amb bustos petits ajustar-se a l'aparença de pit pla de l'era Flapper. Les dones amb pits més grans van provar productes com el popular Symington Side Lacer que, quan es lligava als costats, tirava i ajudava a aplanar els pits de les dones. No obstant això, alguns sostenidors de principis de la dècada de 1920 eren poc més que camises de dormir.
El 1922, l'immigrant russa Anada Rosenthal era costurera a la petita botiga de roba Enid Frocks de la ciutat de Nova York. Ella i el seu marit William Rosenthal, juntament amb l'amo de la botiga Enid Bissett, van canviar l'aspecte de la moda femenina. Van notar que una sostenidor que s'ajustava a una dona no s'ajustava a una altra dona amb la mateixa mida de sostenidor. Amb $ 4,500 invertits en el seu nou negoci, van desenvolupar sostenidors per a totes les edats. La seva innovació va ser dissenyada per fer que els seus vestits es vegin millor a la portadora a l'augmentar la forma de sostenidors bandeau per realçar i donar suport als pits de les dones. Van trucar a la companyia Maiden Form, un contrast deliberat amb el nom d'un competidor, Boyishform Company. Maiden Form va derrotar a Boyishform el 1924, accentuant i aixecant en lloc d'aplanar el bust. En 1927, William Rosenthal, el president de Maiden Form, va presentar les patents per al sostenidor d'infermeria, de figura completa i el primer sostenidor amb costures.
Aquests canvis en la moda van coincidir amb els professionals de la salut que van començar a vincular la cura i la comoditat dels pits amb la maternitat i la lactància, i van realitzar campanyes contra l'aplanament dels pits. L'èmfasi va passar de minimitzar els pits a elevar i accentuar-los. Les dones, especialment el conjunt més jove, van donar la benvinguda a els sostenidors com una peça moderna.
Mentre que la manufactura començava a ser més organitzada, els sostenidors i els bandeaux fets a casa encara eren bastant populars, generalment fets de cotó blanc, però eren una mica més que cossets amb alguna separació.

### Els anys trenta

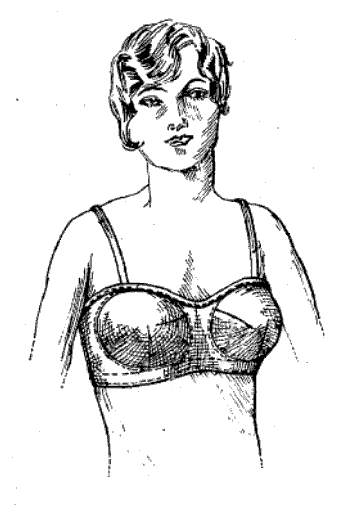
Dibuix d'una dona amb sostenidor, del 28 de febrer de 1930, sol·licitud de patent dels Estats Units 1.825.579.

La paraula brasier es va reduir gradualment a bra en la dècada de 1930. Segons una enquesta duta a terme el 1934 per Harper 's Bazaar, el bra era l'expressió més utilitzada per a la peça entre les dones universitàries. El sostenidor s'estava tornant més sofisticat, i les versions cosides a casa van desaparèixer en la dècada de 1930. A l'octubre de 1932, la SH Camp and Company va correlacionar la mida i la pendularitat dels pits d'una dona amb les lletres de l'alfabet, de l'A a la D. la publicitat del campament presentava perfils de pits etiquetats amb lletres en l'edició de febrer de 1933 de Corset and Underwear Review. El 1937, Warner va començar a oferir mides de copes en els seus productes. Altres dues companyies, Model i Fay-Miss, van començar a oferir copes A, B, C i D a la fi dels anys trenta. Les companyies de catàleg van continuar fent servir les designacions Petita, Mitjana i Gran fins a la dècada de 1940. Les bandes ajustables es van introduir utilitzant múltiples posicions d'ull i ganxo en la dècada de 1930.
Igual que amb altres productes per a dones, l'adopció per part dels consumidors va ser fomentada per campanyes reeixides de publicitat i màrqueting. Les venedores van exercir un paper clau, ajudant a les clients a trobar la peça adequada, igual que el paper canviant de les dones en la societat. Gran part d'aquest màrqueting estava dirigit a dones joves.
Els brasiers es van convertir ràpidament en una indústria important en la dècada de 1930, amb millores en la tecnologia de fibra, teles, colors, patrons i opcions, i va ser molt millor que la indústria minorista en general. Les innovacions van incloure l'ús de l'elàstic de Warner, la corretja ajustable, la mida de la copa i els sostenidors encoixinats per a les dones de pit més petit. Als Estats Units, la producció es va mudar fora de Nova York i Chicago, i la publicitat va començar a explotar el glamour de Hollywood i es va tornar més especialitzada. Les botigues departamentals van desenvolupar àrees d'adaptació, i els clients, les botigues i els fabricants es van beneficiar. Els fabricants fins i tot van organitzar cursos de capacitació adequats per a venedores. Les vendes internacionals van començar a formar una part creixent del mercat de fabricants de sostenidors dels EUA. Els preus van començar a fer que els sostenidors estiguessin disponibles per a un mercat més ampli, i la competència casolana va disminuir. Altres fabricants importants de la dècada de 1930 inclouen Triumph, Maidenform, Gossard, (Courtaulds), Spirella, Spencer, Twilfit i Symington.
La silueta culturalment preferida entre les dones occidentals durant la dècada de 1930 va ser un bust punxegut, el que va incrementar encara més la demanda de la peça de vestir.

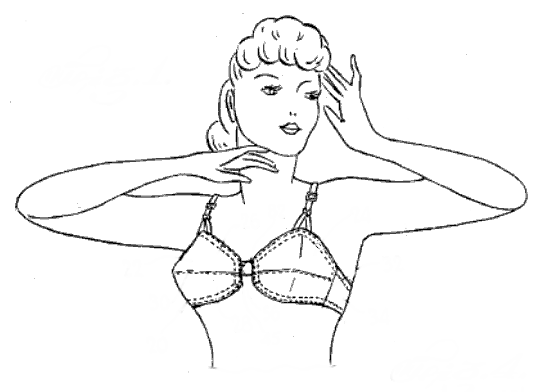
Dibuix d'una dona amb sostenidor, de 1947 Sol·licitud de patent dels Estats Units.

### Els anys quaranta
La Segona Guerra Mundial va tenir un gran impacte en la roba. Als Estats Units, les dones militars es van allistar per primera vegada en els rangs inferiors i se'ls va equipar amb roba interior uniforme. Es creu que Willson Goggles, una signatura de Pennsilvània que va fabricar equips de seguretat per a treballadors manuals, va introduir el plàstic SAF-T-BRA, dissenyat per protegir les dones a la fàbrica. La publicitat apel·lava tant al patriotisme com al concepte que els sostenidors i les faixes eren d'alguna manera protecció. Van aparèixer codis de vestimenta, per exemple, Lockheed va informar als seus treballadores que els sostenidors havien usar-se a causa de el bon gust, el suport anatòmic i la moral.

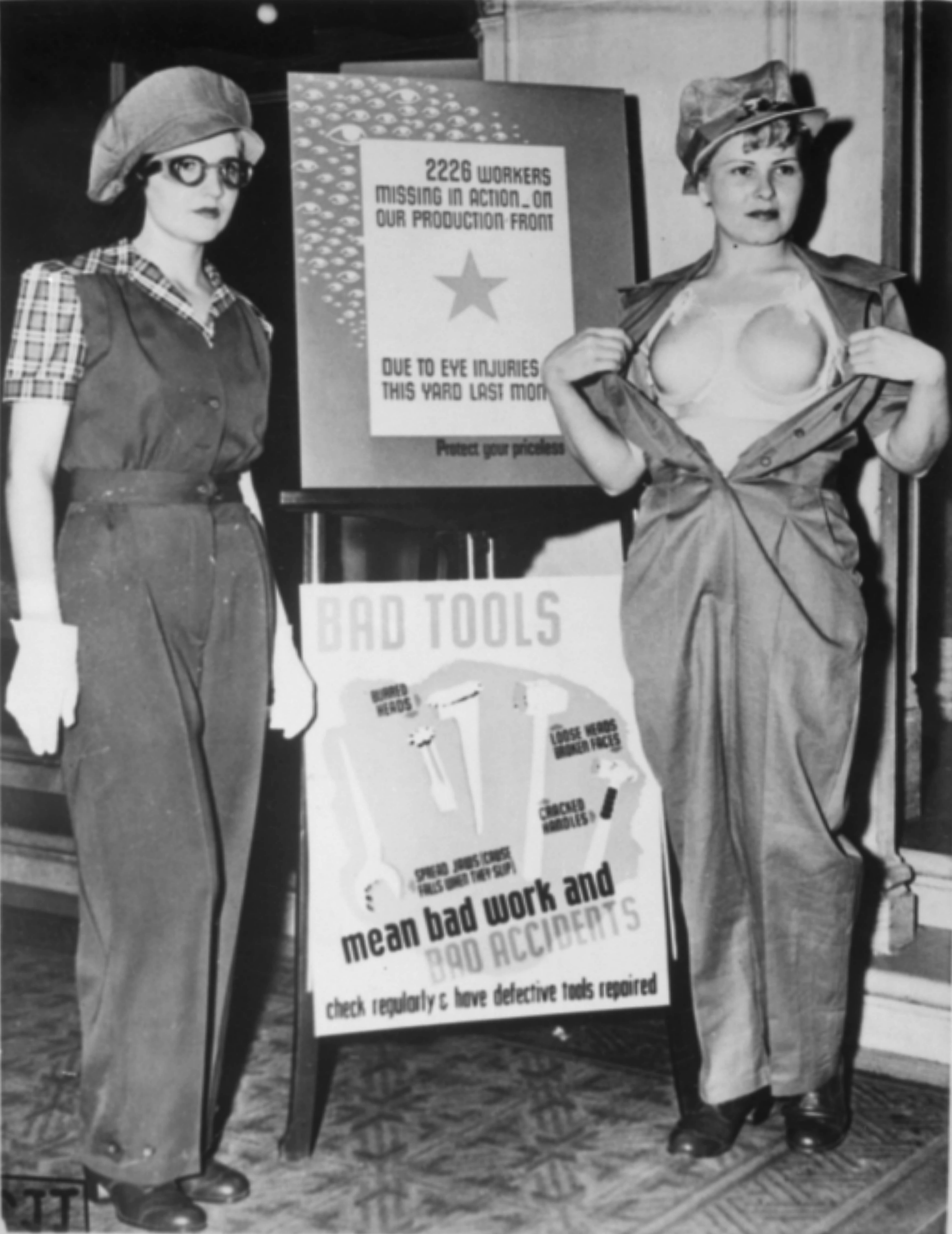
Dues dones llueixen un nou uniforme, amb un sostenidor de plàstic, dissenyat per ajudar a prevenir accidents laborals entre les treballadores de guerra a L.A el 1943.

La terminologia militar es va introduir en el Màrqueting de productes, com el representa el sostenidor Torpedo o Bullet, altament estructurat i punxegut, dissenyat per a la màxima projecció. El sostenidor ser usat per la Sweater Girl, una teton i saludable veïna de a la banda els arranjaments exteriors ajustats van accentuar les seves corbes millorades artificialment. Es van començar a utilitzar filferros interns en la construcció de sostenidors. Actrius com Jane Russell van aparèixer en fotografies amb els nous sostenidors que emfatitzaven el disseny de elevació i separació, que va influir en el disseny posterior de el sostenidor. Per a la pel·lícula, The Outlaw, que presenta a l'actriu Jane Russell, la productora i dissenyadora d'avions Howard Hughes, va construir el sostenidor Cantilever perquè Russell ho usés en la pel·lícula. Hughes va construir el sostenidor perquè s'ajustés i recolzés els pits de Jane Russell. Hughes va crear el sostenidor sobre la base de la construcció de ponts. Després de veure a Jane Russell i el seu bust en la pel·lícula, les dones van tractar de recrear l'aparença en els seus propis pits.
La guerra va presentar desafiaments únics per a la indústria. Les ocupacions de les dones van canviar dramàticament, amb moltes més dones emprada fora de la llar i en la indústria. L'escassetat de material va limitar les opcions de disseny. La publicitat, la promoció i el consumisme eren limitats, però van començar a aparèixer dirigits a minories (per exemple, Ebony en 1945) i adolescents. Molts fabricants només van sobreviure fent carpes i paracaigudes a més de sostenidors. La indústria nord-americana estava ara lliure d'influències europees, particularment franceses, i es va fer més distintiva. Un cop més, hi va haver preocupació per l'ús d'acer molt necessitat en corsets i el govern britànic va dur a terme una enquesta sobre l'ús de roba interior per part de les dones en 1941. Això va mostrar que de mitjana, les dones posseïen 1.2 sostenidors (mestresses de casa 0.8 i treballadors agrícoles 1.9) .

### Els anys cinquanta

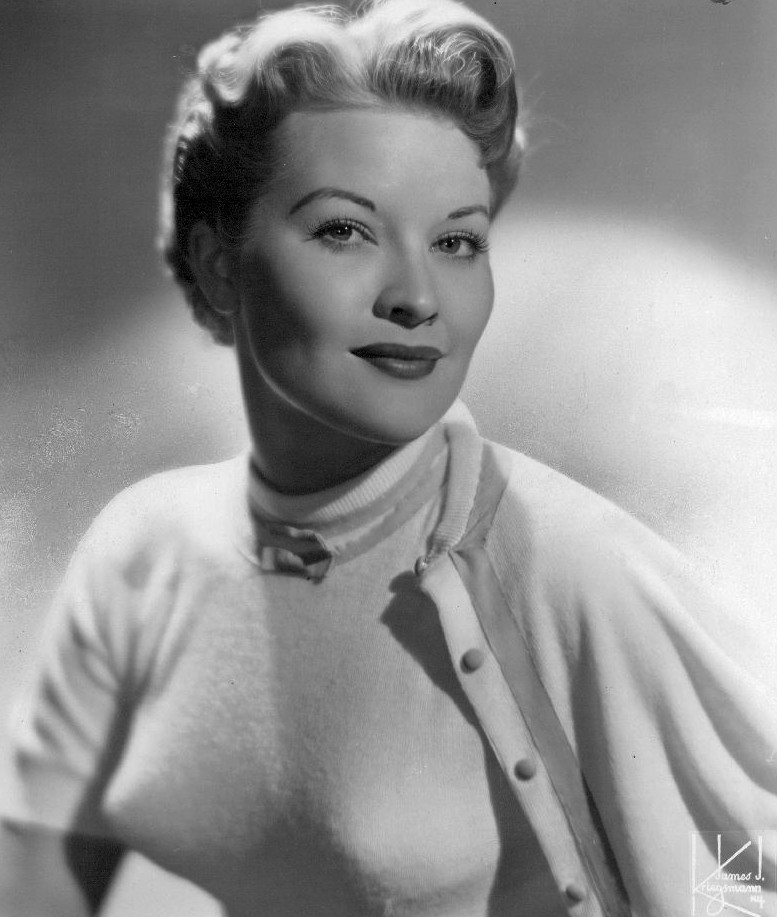
Patti Page portava un sostenidor de bala al 1955.

Després de la Segona Guerra Mundial, la disponibilitat de material, la producció i la comercialització, i la demanda d'una major varietat de béns de consum, inclosos els sostenidors va augmentar. El baby boom va crear específicament una demanda de sostenidors de maternitat i lactància, i la televisió va brindar noves oportunitats de promoció. Els fabricants van respondre amb noves teles, colors, patrons, estils, encoixinat i elasticitat. La moda de Hollywood i el glamour van influir en l'elecció de la moda femenina, inclosos els sostenidors com els sostenidors de bala amb forma de con i espiral popularitzat per actrius com Patti Page, Marilyn Monroe i Lana Turner, qui va rebre el sobrenom de Sweater Girl . Els sostenidors de bala van permetre a les dones afegir una mida de copa al seu bust.
Els brasiers per preadolescents i nenes que ingressen a la pubertat es van comercialitzar per primera vegada durant els anys cinquanta. Abans de la introducció dels sostenidors d'entrenament, les noies joves dels països occidentals usualment usaven una cintura d'una peça o una camisola sense copes o dards.

### Els anys seixanta
La dècada de 1960 va reflectir un creixent interès en la qualitat i la moda. Els sostenidors de maternitat i mastectomia van començar a trobar una nova respectabilitat, i l'ús cada vegada més gran de rentadores va crear una necessitat de productes que fossin més duradors. Mentre que les faixes van donar pas a les mitjanes, els sostenidors va continuar evolucionant. Campanyes de màrqueting com les de Snoozable i Sweet Dreams van promoure l'ús d'un sostenidor les 24 hores del dia.
El 1968, a la protesta feminista de Miss Amèrica, els manifestants van llançar simbòlicament una sèrie de productes femenins en un cub d'escombraries. Aquests incloïen sostenidors, que es trobaven entre els articles que els manifestants van cridar instruments de tortura femenina i els ajustos del que percebien com feminitat forçada. Una notícia local a Atlantic City Press va informar erròniament que els sostenidors, les faixes, les falsificacions, els rul·los i les còpies de les revistes populars de dones es van cremar a la 'Paperera de la Llibertat'. Les persones que van estar presents van dir que ningú va cremar una sostenidor ni ningú es va treure el sostenidor. No obstant això, una reportera (Lindsy Van Gelder) que cobria la protesta va dibuixar una analogia entre les manifestants feministes i els manifestants de la Guerra del Vietnam que van cremar les seves cartes de reclutament, i el paral·lel entre els manifestants cremant les seves cartes de reclutament i les dones cremant els seus sostenidors va ser encoratjat per alguns organitzadors, entre ells Robin Morgan. Els mitjans de comunicació van recollir la part de el sostenidor, va dir Carol Hanisch més tard. Sovint dic que si ens haguessin anomenat 'cremadores de faixes', cada dona als Estats Units hagués corregut per unir-se a nosaltres.
El feminisme i la crema de sostenidors es van unir en la cultura popular. El terme anàleg crema de suspensor s'ha encunyat des de llavors com una referència al masculisme. Mentre que les dones feministes no van cremar literalment els seus sostenidors, algunes van deixar d'usar-los en senyal de protesta. L'autora i feminista Bonnie J. Dow va suggerir que l'associació entre el feminisme i la crema de sostenidors va ser fomentada per individus que s'oposaven a el moviment feminista. Bra-burning va crear una imatge que les dones no estaven realment buscant alliberar-se del sexisme, sinó que intentaven imposar-se com a éssers sexuals. Això podria portar a les persones a creure, com va escriure en el seu article de 2003 El feminisme, Miss Amèrica i la mitologia dels mitjans, que les dones simplement intentaven estar a la moda i atraure els homes. Les dones associades amb un acte com cremar simbòlicament el seu suport poden ser vistes com a radicals que violen la llei i estan ansioses per impactar a el públic. Aquesta visió pot haver donat suport els esforços dels opositors al feminisme i el seu desig d'invalidar el moviment. Algunes activistes feministes creuen que les anti-feministes utilitzen el mite de la crema de sostenidors i el tema dels braleses per trivializar la qual cosa les manifestants intentaven aconseguir en la protesta feminista de Miss Amèrica de 1968 i el moviment feminista en general.

#### Trajos de bany i dissenys de sostenidors.

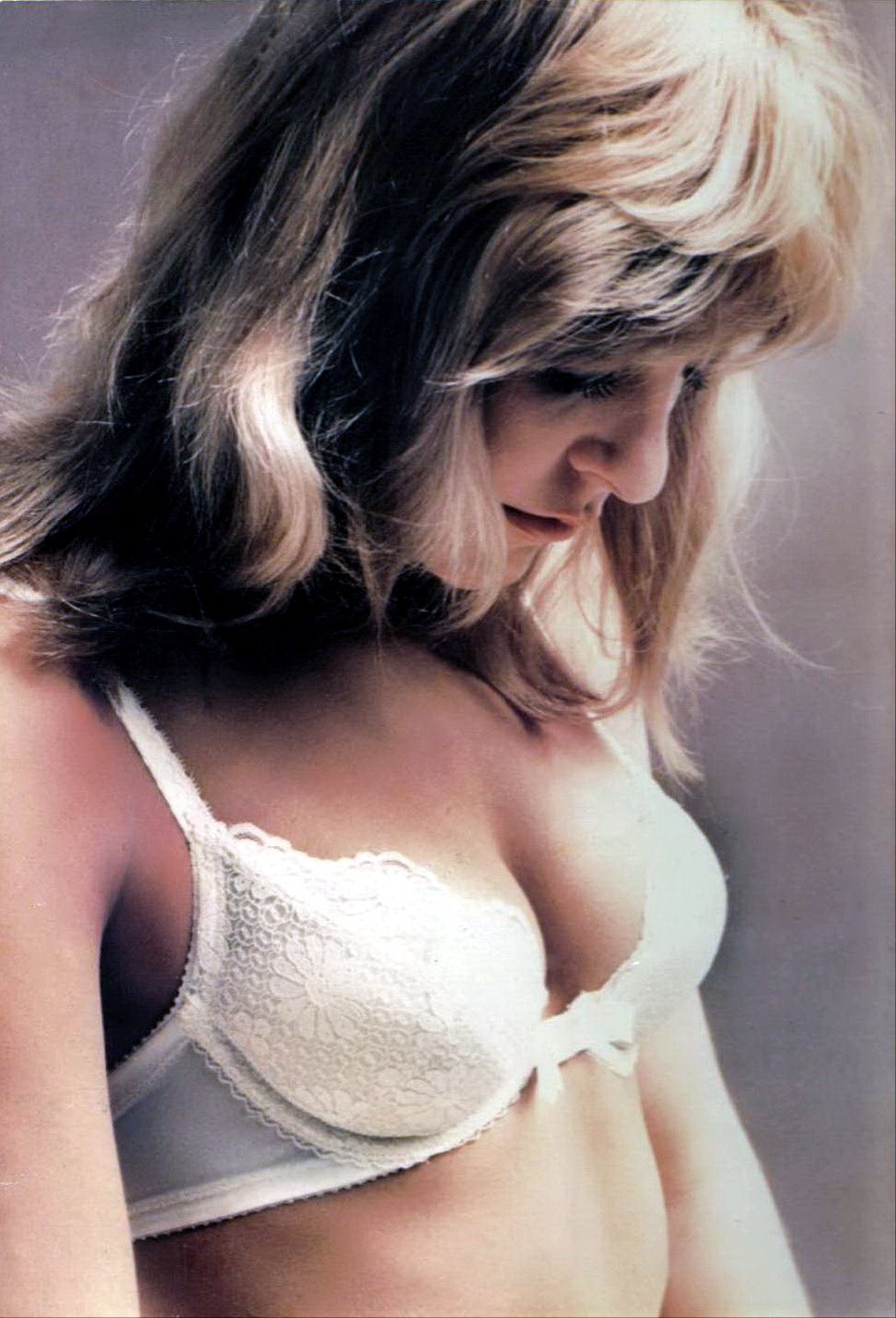
Sostenidor push-up de marca canadenca Wonderbra, cap el 1975.

El 4 de juny de 1962, el vestit de bany monokini topless d'una sola peça de Rudy Gernreich rebre atenció dels mitjans de comunicació de tot el món. En la seva edició de desembre de 1962, Sports Illustrated va comentar: Ha convertit el leotard del ballarí en un vestit de bany que allibera el cos. En el procés, ell ha arrencat l'estructura i el cablejat que va fer que els vestits de bany nord-americans portessin cotilles .
Gernreich va seguir això a l'octubre de 1964 amb el No Bra, un suport suau, lleuger, sense costures, de niló transparent i tricot elàstic en talles 32 a 36, copes A i B, fabricat per Exquisite Form. El seu sostenidor minimalista va ser una sortida revolucionària dels pesats sostenidors en forma de torpede de la dècada de 1950, iniciant una tendència cap a formes més naturals i teles suaus i transparents. També va inventar un disseny tot en un amb un front profund i una versió de línia llarga sense esquena, que incloïa una cintura elàstica contornejada que permetia a la dona portar un vestit sense esquena.
El Wonderbra va ser creat el 1964 per Louise Poirier per Canadelle, una companyia de llenceria canadenca. Compta amb 54 elements de disseny que eleven i sostenen el bust mentre creen un efecte d'immersió profunda i d'impuls. Les vendes del primer any per al Wonderbra es van aproximar als $ 120 milions de dòlars. van ressituar a Wonderbra com una marca romàntica, de moda i sexy.

### Els anys setanta
El llibre de Germaine Greer, The Female Eunuch (1970) es va associar amb el moviment anti-sostenidor perquè va assenyalar el restrictiu i incòmode que podria ser una sostenidor. Els sostenidors són un invent absurd, va escriure, però si fas de la manca de sentit a una regla, simplement t'estàs sotmetent a una altra repressió.
En la dècada de 1970, igual que altres fabricants de peces de vestir, els fabricants de sostenidors van canviar la producció a alta mar. L'evolució de el sostenidor reflecteix la idea en constant canvi de com hauria de ser una dona ideal; plana, rodona, punxeguda, cònica, o fins i tot natural. El sostenidor contemporani també reflecteix els avenços en la fabricació i la disponibilitat dels tipus i colors de teles, el que li permet transformar-se d'un article utilitari a una moda, contrarestant les actituds negatives que algunes dones tenien sobre els sostenidors. Els dissenyadors també han incorporat nombrosos dispositius per produir diferents formes, escots i per donar sostenidors a les dones que podrien usar amb vestits d'esquena oberta, vestits amb espatlles descobertes, escots pronunciats i similars.

### Els anys vuitanta
Al llarg de la dècada de 1980, la moda va obrir el camí a l'aparença dels sostenidors. Els programes de televisió occidentals presentaven dames amb classe, poderoses i ben formades, que en general es posaven tops de tall sota per mostrar un pit realçat amb un suport a joc amb la mateixa classe.
L'inici dels elegants i refinats vestits Teddy també va abastar aquesta dècada i les vendes de silicona van augmentar la necessitat de sostenidors més grans i més resistents.
Les models i les celebritats es van posar tots els sostenidors extravagants i de moda, mostrant que aquests esdeveniments de catifes vermelles s'han convertit en la norma.
En contrast, la feminista Susan Brownmiller en el seu llibre Femininity (1984) va adoptar la posició que les dones sense sostenidors sorprenen i fan enfadar els homes perquè els homes implícitament pensen que ells són els amos dels pits i que només ells haurien llevar-los els sostenidors .

### Els anys noranta

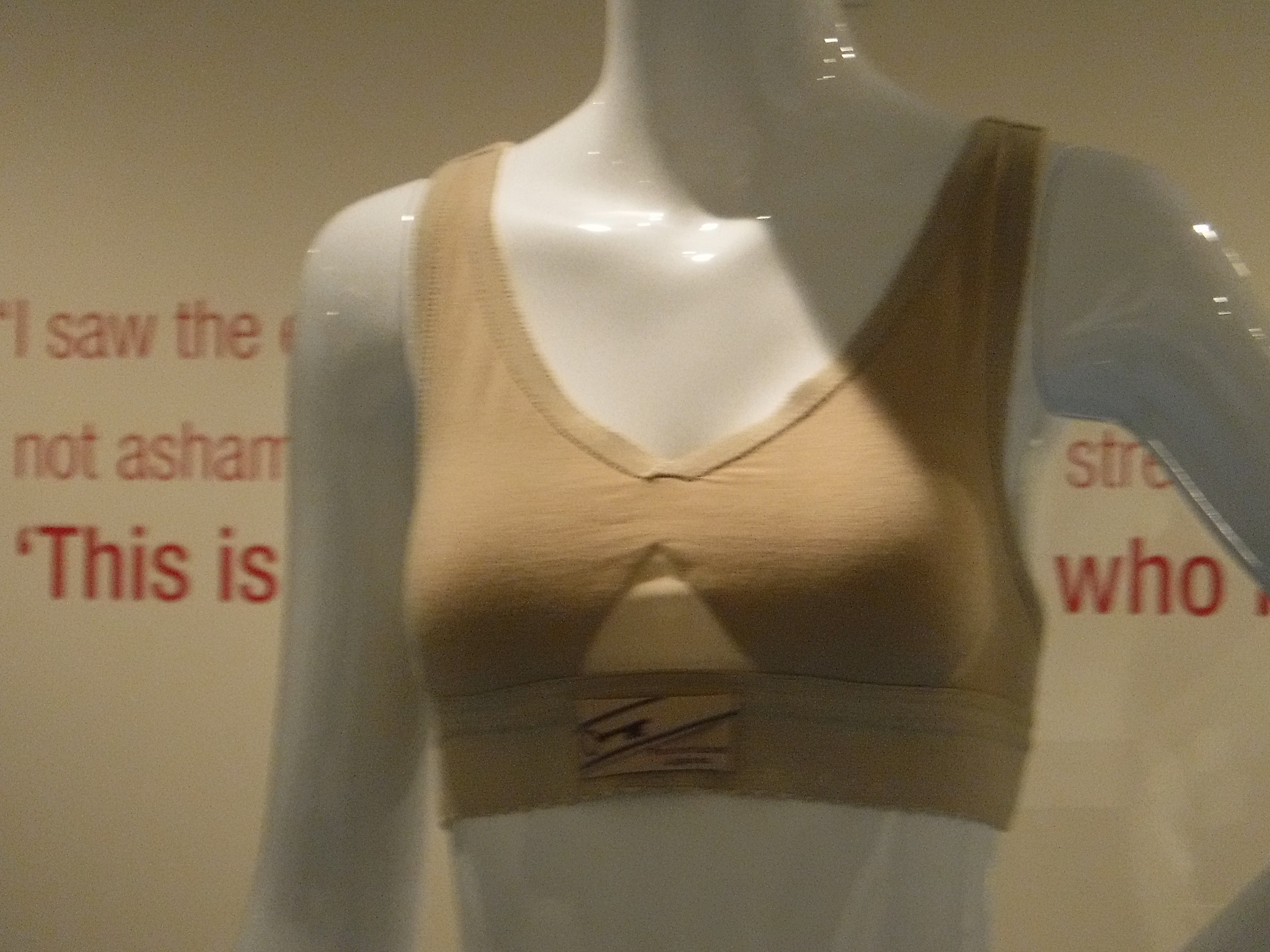
JogBra

El màrqueting i la publicitat dels fabricants sovint recorren a la moda i la imatge sobre l'ajust, la comoditat i la funció. Des d'aproximadament 1994, els fabricants han tornat a enfocar la seva publicitat, passant de sostenidors funcionals de publicitat que emfatitzen el suport i la base, a la venda de llenceria que emfatitza la moda a el mateix temps que sacrifica el ajust i la funció bàsics, com els folres sota de l'encaix.
Amb la creixent popularitat del jòguing i altres formes d'exercici, es va fer evident que es necessitava una peça esportiva per als pits de les dones. El 1977, Lisa Lindahl, Polly Smith i Hinda Mille van inventar el primer suport esportiu a la botiga de disfresses de Teatre Royall Tyler a la Universitat de Vermont. Un dels Jogbras originals bronzejat s'exhibeix a prop de la botiga de vestuari de teatre. Dos estan allotjats al Smithsonian i un altre al Museu Metropolità d'Art de Nova York.

### Els anys 2000
Dos desafiaments de disseny que s'enfronten els fabricants de sostenidors en l'actualitat semblen paradoxals. D'una banda, hi ha una demanda de sostenidors mínims que permetin enfonsar els escots i reduir la interferència amb les línies de les peces exteriors, com el sostenidor de prestatge. D'altra banda, la massa corporal i la mida del bust augmenten, el que porta a una major demanda de mides més grans. Durant un període de 10 anys, la mida més comú comprat al Regne Unit va passar de 34B a 36C. El 2001, el 27% de les vendes en el Regne Unit van ser D o grans.
La dècada de 2000 va portar dos grans canvis de disseny per al sostenidor. La copa de sostenidors sense costura modelada d'una peça es va fer omnipresent. Estan modelats per calor al voltant de formes rodones de fibres sintètiques o escuma que mantenen la seva forma arrodonida. Aquesta construcció pot incloure sostenidors encoixinats, sostenidors de contorn i els anomenats sostenidors de samarreta. També nova i ubiqua en la dècada de 2000 va ser la popularitat de dissenys impresos, com estampats florals o diversos estampats.
Els brasiers són una indústria de mil milions de dòlars (15 mil milions de dòlars als EUA. El 2001, mil milions de lliures al Regne Unit) que segueix creixent. Les grans corporacions com HanesBrands Inc. controlen la majoria de la fabricació de sostenidors, Gossard, Berlei i Courtaulds amb el 34% del mercat del Regne Unit. Victoria 's Secret n'és una excepció.
L'autora feminista Iris Marion Young va escriure el 2005 que el sostenidor serveix com una barrera per tocar i que una dona sense sostenidor està  desobjetificada , eliminant l'aspecte dur i punxegut que la cultura fàl·lica postula com a norma. Sense un sostenidor, al seu entendre, els pits de les dones no són objectes de formes consistents, sinó que canvien a mesura que la dona es mou, reflectint el cos natural. Altres arguments feministes contra el sostenidor de Young en 2005 inclouen que els sostenidors d'entrenament es fan servir per adoctrinar les nenes a pensar en els seus pits com a objectes sexuals i accentuar la seva sexualitat. Young també va escriure el 2007 que, en la cultura nord-americana, els pits estan subjectes a una cultura dominada pels mitjans de comunicació nord-americà, patriarcal [que] objectiva els pits davant d'una mirada tan distant que es congela i domina. L'acadèmica Wendy Burns-Ardolino va escriure el 2007 que la decisió de les dones d'usar sostenidors està intervinguda per la mirada masculina.

### Producció moderna
Igual que altres peces de vestir, els sostenidors van ser confeccionats inicialment per petites empreses de producció i subministrats a diversos minoristes. El terme copa no es va usar per descriure els sostenidors fins al 1916, i els fabricants es van basar en copes extensibles per acomodar pits de diferents mides. Les dones amb pits més grans o penjolls tenien l'opció de sostenidors de línia llarga, reforç a l'espatlla, insercions en forma de falca entre les copes, corretges més amples, Lastex de potència, bandes fermes sota de la copa i fins i tot estructura lleugera.
L'octubre de 1932, la SH Camp and Company va correlacionar la mida i la pendularitat dels pits d'una dona amb les lletres de l'alfabet: A, B, C i D. La publicitat presentava perfils de pits etiquetats amb lletres en l'edició de febrer de 1933 de Corset and Underwear Revision.
El 1937, Warner va començar a oferir mides de copes en els seus productes. Les bandes ajustables es van introduir utilitzant múltiples posicions d'ull i ganxo en la dècada de 1930.
Hi ha una llegenda urbana que diu que els sostenidors van ser inventats per un home anomenat Otto Titzling (profunda de pits) que va perdre una demanda amb Phillip de Bra (omplir el sostenidor). Això es va originar amb el llibre Bust-Up: The Uplifting Tale of Otto Titzling i Development of the Bra, de 1971, i es va propagar en una cançó còmica de la pel·lícula Beaches.

## Futur dels sostenidors
El 1964, l'historiador de la moda danesa Rudolf Kristian Albert Broby-Johansen va escriure que el topless, que alliberava els pits dels sostenidors, havia de ser tractat amb serietat. Va afirmar que era una manera perquè una nova generació de dones s'expressés. El 1969, va escriure un article titulat Obituari per al sostenidor en què predeia la imminent desaparició dels sostenidors.
Els sostenidors són usats per la gran majoria de les dones en la societat occidental. Les estimacions sobre quina proporció de dones occidentals fan servir sostenidors varien, però la majoria de les enquestes reporten de 75% a 95%. Al voltant del 90% de les dones australianes fan servir un sostenidor a partir del 2006. Ara hi ha una varietat d'estils i models sense precedents, que inclouen sostenidors de cobertura total, sostenidors de balconette i sostenidors esportius que de vegades es poden usar com roba d'abric. Les dones, professionals de la salut, feministes i escriptores de moda semblen estar qüestionant cada vegada més el seu lloc i funció, i preguntant si seguirà el camí de les pantimitges, i de les mitges.
Ara és comú veure models i altres celebritats que no fan servir sostenidors en públic. Moltes vestimentes com ara vestits d'estiu, samarretes sense mànigues i roba formal de nit estan dissenyats per usar-se sense sostenidor. Els escriptors de moda continuen suggerint alternatives als sostenidors o formes de vestir sense sostenidor, emfatitzant que utilitzar un suport és una qüestió d'elecció i no un requisit. Donada la incomoditat que les dones experimenten amb els sostenidors que no s'ajusten bé, un nombre cada vegada més gran de dones, una cop són a casa, es canvien a samarretes, jogbras o res en absolut. Els infeliços propietaris de sostenidors han donat milers de sostenidors a l'escultura Braball, una col·lecció de 18.085 sostenidors. L'organitzadora, Emily Duffy, va veure un 42B i va canviar a les samarretes elàstiques amb sostenidors incorporats perquè els sostenidors estàndard li van tallar la cintura.

### Articles
- Freeman SK. In Style: Femininity and Fashion since the Victorian Era. Journal of Women's History; 2004; 16(4): 191–206

### Documentals
- "The Secret History of the Bra". National Geographic. 2007 a Wayback Machine (archived 19 August 2009[Date mismatch])

### Vídeos
- Cheree Berry: Hoorah for the bra Arxivat 2021-06-03 a Wayback Machine.
- Vogue TV Trend Watch: 100th Anniversary of the Bra at Archive.is (archived 3 desembre 2012)